# Cicindela duponti
Cicindela duponti Dejean, 1826 è un coleottero carabide della sottofamiglia Cicindelinae.

## Distribuzione e habitat
L'areale di questa specie comprende Bangladesh, Myanmar, Cina meridionale (Yunnan), India (Arunachal Pradesh, Assam, Bihar, Goa, Karnataka, Kerala, Madhya Pradesh, Manipur, Meghalaya, Nagaland), Laos, Malaysia, Thailandia e Vietnam.

## Tassonomia
Sono note due sottospecie:

- Cicindela duponti barmanica Gestro, 1893
- Cicindela duponti duponti Dejean, 1826